# Palosaari (Vaasa)
Pour les articles homonymes, voir Palosaari.
Le district de Palosaari  (finnois : Palosaaren suuralue) est l'un des douze districts de Vaasa en Finlande.

## Description
En 2017, le district de Palosaari compte 5 758 habitants (31 décembre 2017).
Il regroupe les quartiers suivants :
- Yliopisto
- Onkilahden ranta
- Sunti
- Palosaaren keskus
- Vikinga

## Lieux et monuments
- Mansikkasaari
- Parc de Wolff
- Musée de la mer
- Virastotalo
- Église de Palosaari
- Parc du détroit
- Pikitehtaanpuisto
- Vapaudentien puisto
- Palosaaren toripuisto